# Linn (Bözberg)
Linn (toponimo tedesco) è una frazione di 129 abitanti del comune svizzero di Bözberg, nel Canton Argovia (distretto di Brugg).

## Storia

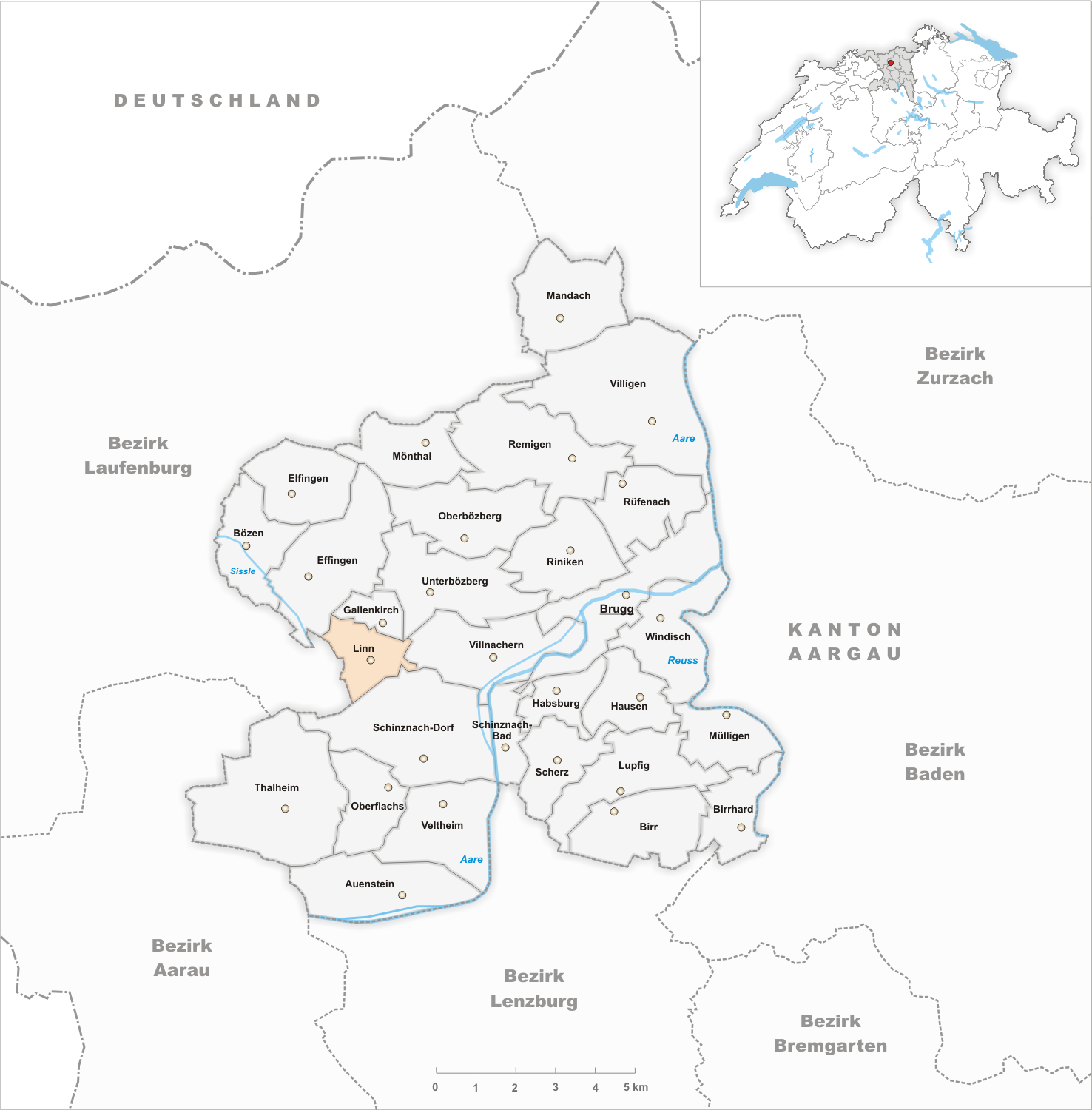
Il territorio del comune di Linn prima degli accorpamenti comunali del 2013

Già comune autonomo, il 1º gennaio 2013 è stato aggregato agli altri comuni soppressi di Gallenkirch, Oberbözberg e Unterbözberg per ricostituire il comune di Bözberg.

## Società

### Evoluzione demografica
L'evoluzione demografica è riportata nella seguente tabella:
Abitanti censiti

## Amministrazione
Ogni famiglia originaria del luogo fa parte del cosiddetto comune patriziale e ha la responsabilità della manutenzione di ogni bene ricadente all'interno dei confini del comune.